# Сапсай Володимир Іванович
Сапсай Володимир Іванович (27 квітня 1962, с. Хоружівка, Недригайлівського району, Сумської області) — виконувач обов'язків  Голова Сумської державної адміністрації (2006 рік).

## Освіта
В 1989 році закінчив Сумський філіал Харківського сільськогосподарського інституту імені В.Докучаєва за спеціальністю «Механізація сільського господарства». Отримав фах інженера-механіка.

## Трудова діяльність
В.Сапсай почав працювати у липні 1979 року трактористом у рідному селі.
У жовтні 1980 року був призваний до лав Радянської Армії.
Після повернення у травні 1984 року знову працював трактористом.
Після закінчення Сумський філіал Харківського сільськогосподарського інституту імені В.Докучаєва у серпні 1989 року обійняв посаду «інженер з механізації тваринницьких ферм» колгоспу в с. Хоружівка Недригайлівського району Сумської області.

## Керівництво рідним селом
В липні 1994 року був обраний Головою Хоружівської сільської ради Недригайлівського району Сумської області.
Однак вже у березні 1997 року очолив аграрне підприємство «Родина» у рідному селі Хоружівка Недригайлівського району Сумської області:
- голова акціонерного пайового товариства закритого типу «Родина» (березень 1997 — квітень 1998 рр.);
- Генеральний директор ТОВ "Агрофірма «Родина» (квітень 1998 — лютий 2000 рр.);
- Директор ТОВ "Агрофірма «Хоружівка» (лютий 2000 — лютий 2005 рр.)[2].

## Керівництво областю
У березні 2005 року був призначений на посаду заступника Голови Сумської обласної адміністрації. Потім був підвищений до статусу першого заступника і місяць з 24 листопада по 26 грудня 2006 року працював виконувач обов'язків  Голова Сумської державної адміністрації.

## Політична діяльність
В.Сапсай двічі був помічником народного депутата Ющенка Петра Андрійовича у 2002—2006 (4-е скликання) та 2007—2012 роках (6-е скликання).